# Джон Уік 4
«Джон Уік 4» (англ. John Wick: Chapter 4) — американський бойовик режисера Чада Стахелські про колишнього найманого вбивцю, якого грає Кіану Рівз. Сиквел фільму «Джон Уік 3».
Фільм вийшов на екрани 24 березня 2023 року.

## Сюжет
Фільм є частиною франшизи про колишнього найманого вбивцю, на якого полюють його вороги. У фіналі «Джона Уіка 3» головний герой знаходить притулок у «Голубиного Короля», який оголошує про готовність почати війну проти Правління Кланів. Імовірно, ця війна і стане основою сюжету четвертого фільму. Чад Стагелські в одному зі своїх інтерв'ю попередив глядачів, що вони не повинні чекати від фільму «Джон Уік 4» щасливого фіналу.

## Виробництво
Про початок роботи над фільмом «Джон Уік 4» було оголошено в травні 2019 року, відразу після прем'єри «Джона Уіка 3». Тоді ж була названа і дата прем'єри — 21 травня 2021 року. Режисером є, як і в попередніх стрічках, Чад Стагелські, а головну роль зіграє Кіану Рівз. Останній у квітні 2019 року заявив, що буде грати Джона Уіка, поки його «тримають ноги».
Знімання розпочалися 28 червня 2021 року.

## У ролях
| Актор            | Роль                     |
| ---------------- | ------------------------ |
| Кіану Рівз       | Джон Уік                 |
| Донні Єн         | Кейн                     |
| Білл Скашгорд    | Маркіз Вінсент де Грамон |
| Лоренс Фішберн   | король підземної мафії   |
| Санада Хіроюкі   | Шимадзу Козі             |
| Шам’є Андерсон   | містер Ніхто             |
| Ленс Реддік      | Харон                    |
| Ріна Саваяма     | Акіра                    |
| Скотт Едкінс     | Кілла                    |
| Іян Макшейн      | Вінстон                  |
| Кленсі Браун     | Провісник                |
| Наталія Тена     | Катя                     |
| Бріджет Мойнеген | Гелен Уік                |

## Скандал
У 2023 році фільм офіційно транслює у Росії компанія Lionsgate, яка вийшла з ринку та якимось чином влаштувала показ у країні-агресорі.